# 93
Вижте пояснителната страница за други значения на 93.